# Podocarpus brassii
Podocarpus brassii är en barrträdart som beskrevs av Pilg.. Podocarpus brassii ingår i släktet Podocarpus och familjen Podocarpaceae. IUCN kategoriserar arten globalt som livskraftig.

## Underarter
Arten delas in i följande underarter:
- P. b. brassii
- P. b. humilis